# Glens of Antrim

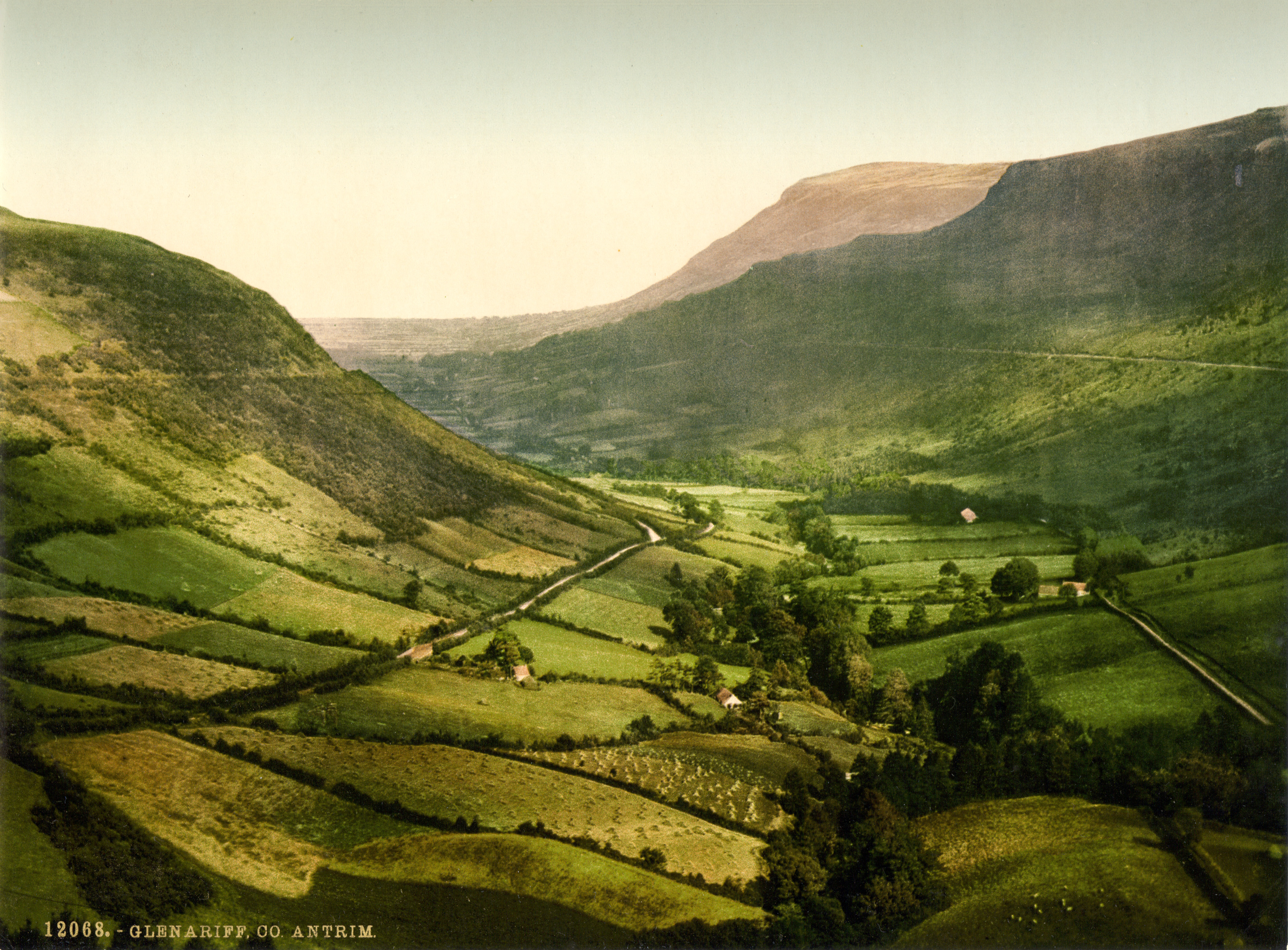
19e-eeuws beeld van een van de Glens, Glenariff

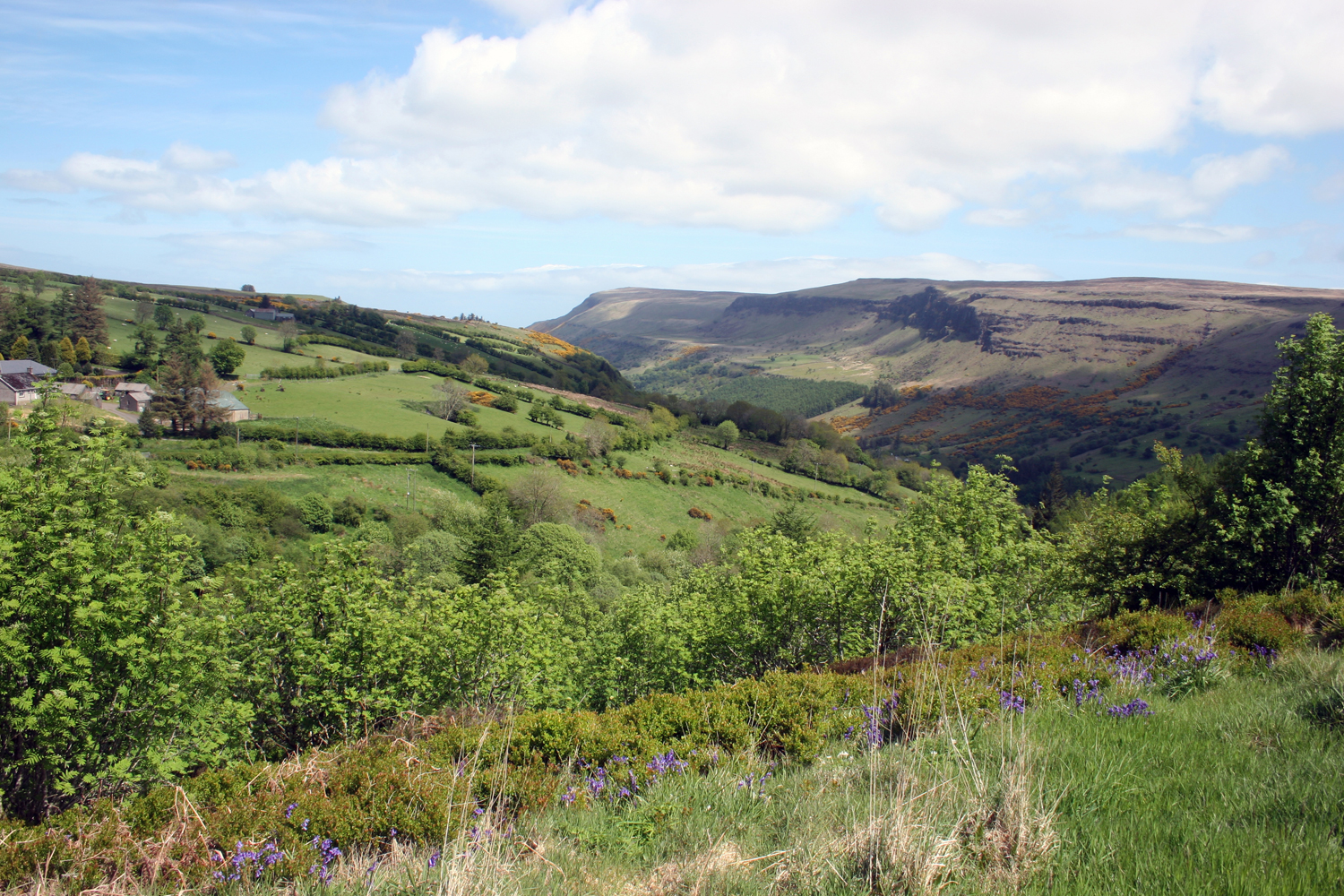
Glenariff

De Glens of Antrim, lokaal ook gekend als The Glens, is een regio gelegen in het Ierse County of Antrim, in de Noord-Ierse districten Causeway Coast and Glens en Mid and East Antrim. De Glens zijn negen rivierdalen, valleien die afzinken van het Antrim-plateau naar de kust. De Glens zijn een Britse Area of Outstanding Natural Beauty en zijn een belangrijke toeristische attractie in het noorden van Antrim. De belangrijkste plaatsen en dorpen in de Glens zijn Ballycastle, Cushendun, Cushendall, Waterfoot, Carnlough en Glenarm.
De negen valleien van noord naar zuid zijn:
|                | Ierse naam                                      |
| -------------- | ----------------------------------------------- |
| Glentaisie     | Gleann Taise                                    |
| Glenshesk      | Gleann Seisc                                    |
| Glendun        | Gleann Doinne                                   |
| Glencorp       | Gleann Corp                                     |
| Glenaan        | Gleann Athain                                   |
| Glenballyeamon | Gleann Bhaile Uí Dhíomáin Gleann Bhaile Éamainn |
| Glenariff      | Gleann Aireamh                                  |
| Glencloy       | Gleann Claidheamh                               |
| Glenarm        | Gleann Arma                                     |

Glenravel wordt soms beschouwd als een tiende glen. Het ligt ten zuidwesten van Glenballyeamon en Glenariff, gescheiden van de laatste door het Glenariffwoud.
De Glens worden vernoemd in het nummer "Ireland's Call", bekend van internationale rugbymatches.